# دراز (زابل)
دِراز روستایی در بخش مرکزی شهرستان هیرمند در استان سیستان و بلوچستان در ایران است.

## جمعیت
بر اساس سرشماری سال ۱۳۸۵ جمعیت آن ۲۳ خانوار و ۱۳۹ نفر
است.
این روستا در ۲۹ کیلومتری شمال شهر زابل و ۱۲ کیلومتری شمال شرق روستای بزی قرار دارد. روستای دراز در دشت واقع شده و ارتفاع آن از سطح دریا ۴۷۵ متر و آب و هوای آن گرم و خشک است.
تنها درآمد اهالی این روستا کشاورزی بوده، اما خشکسالی پی درپی باعث ادامه خالی شدن آن از سکنه شده‌است.

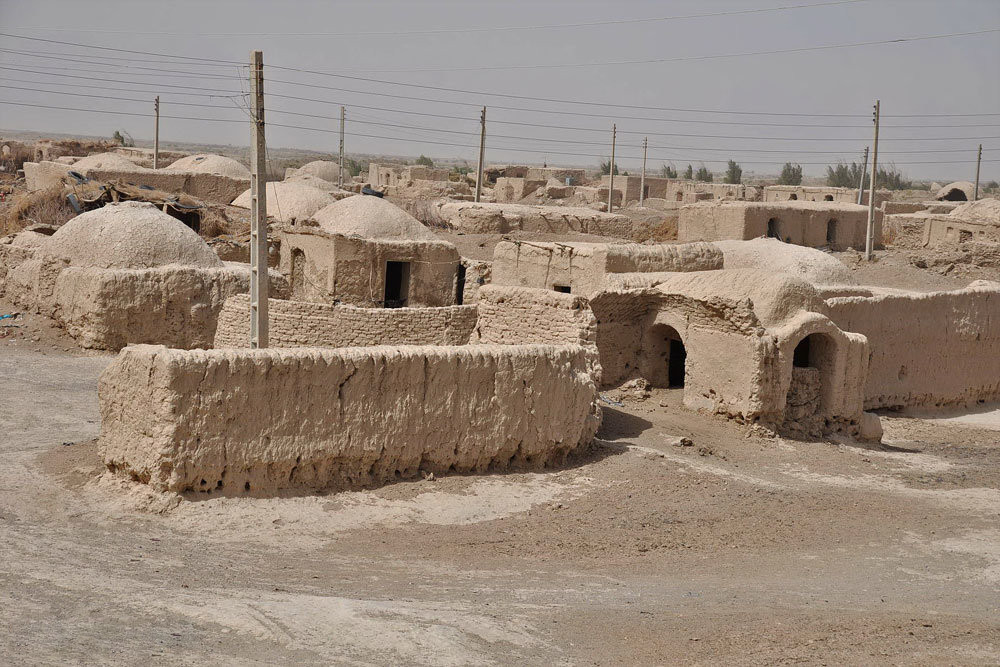
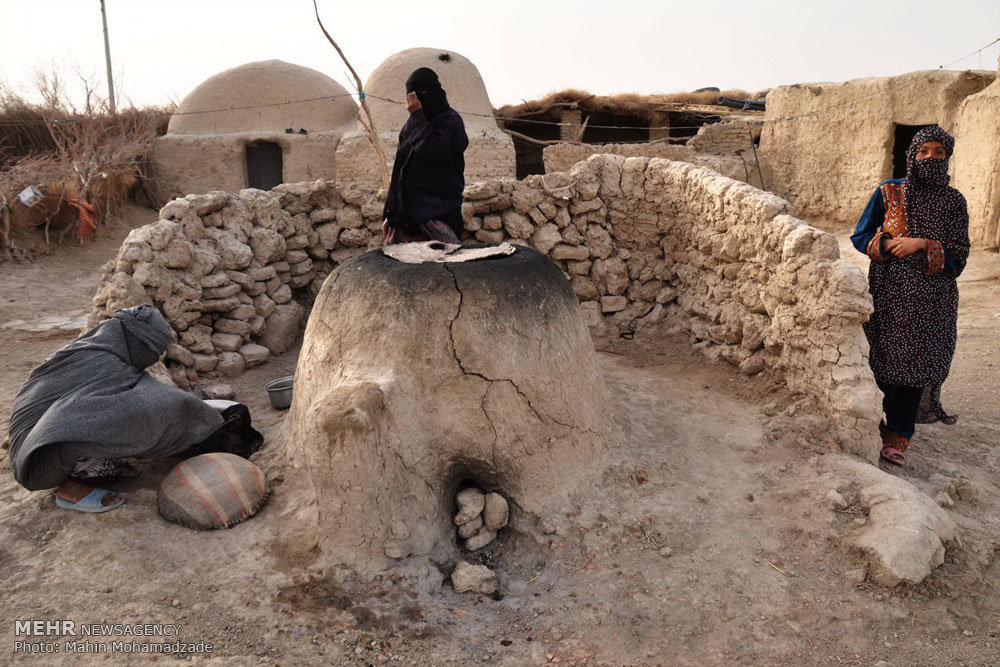
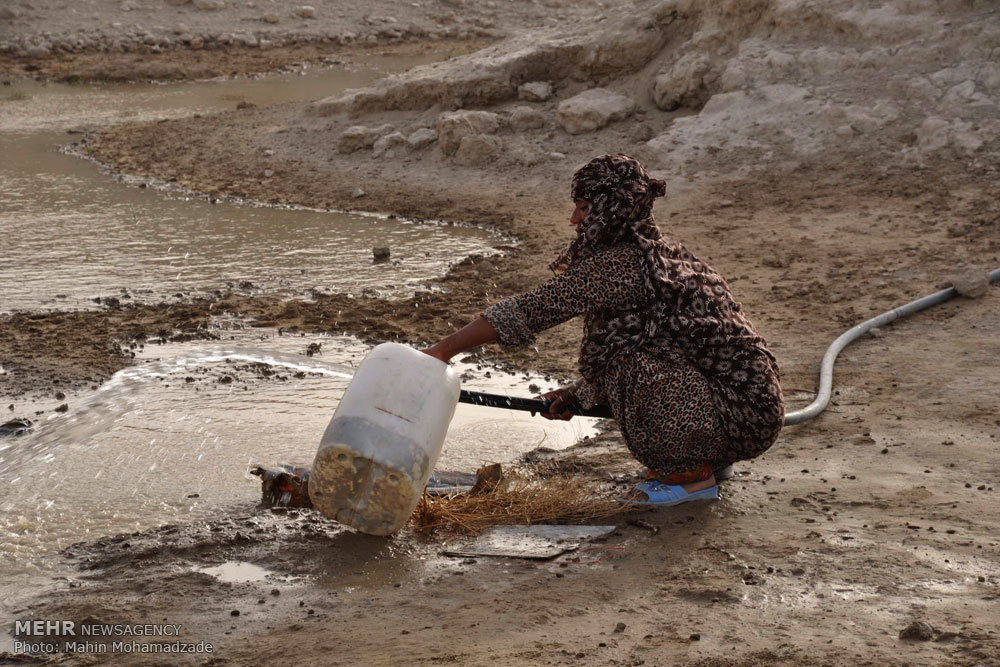
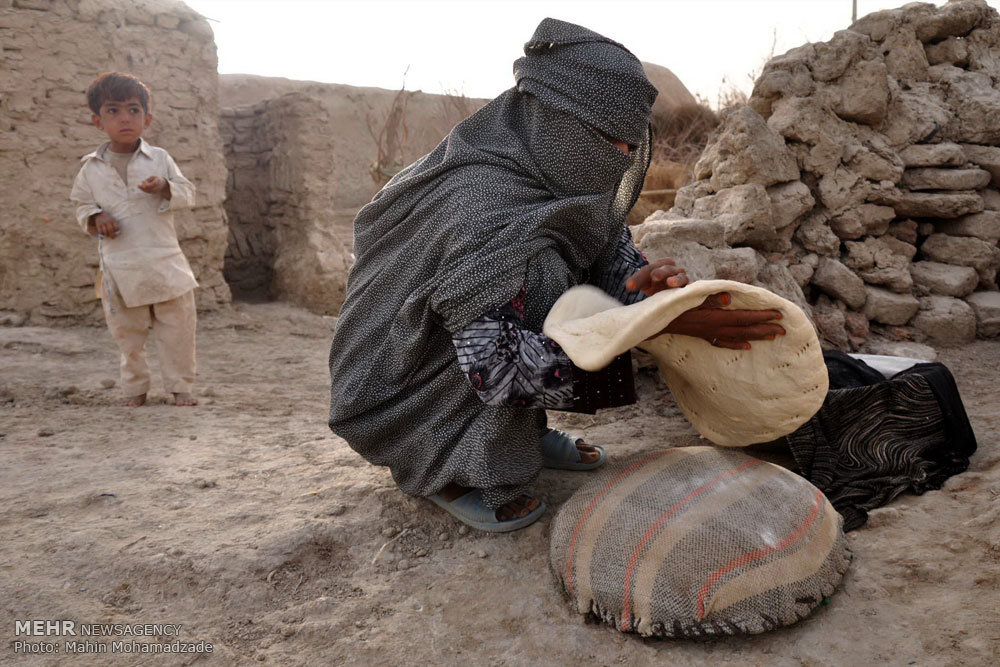
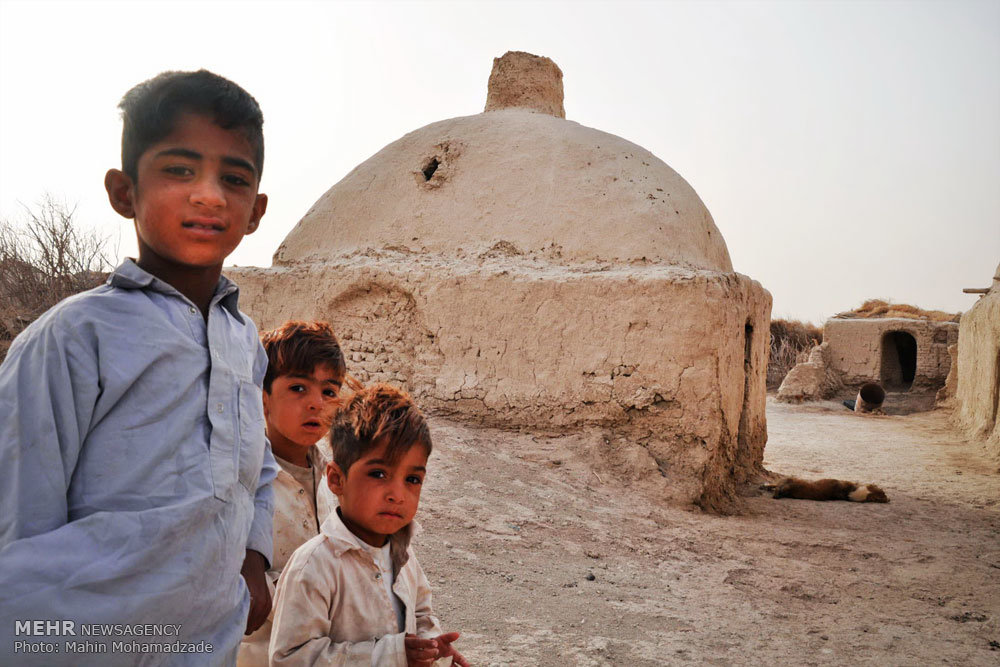
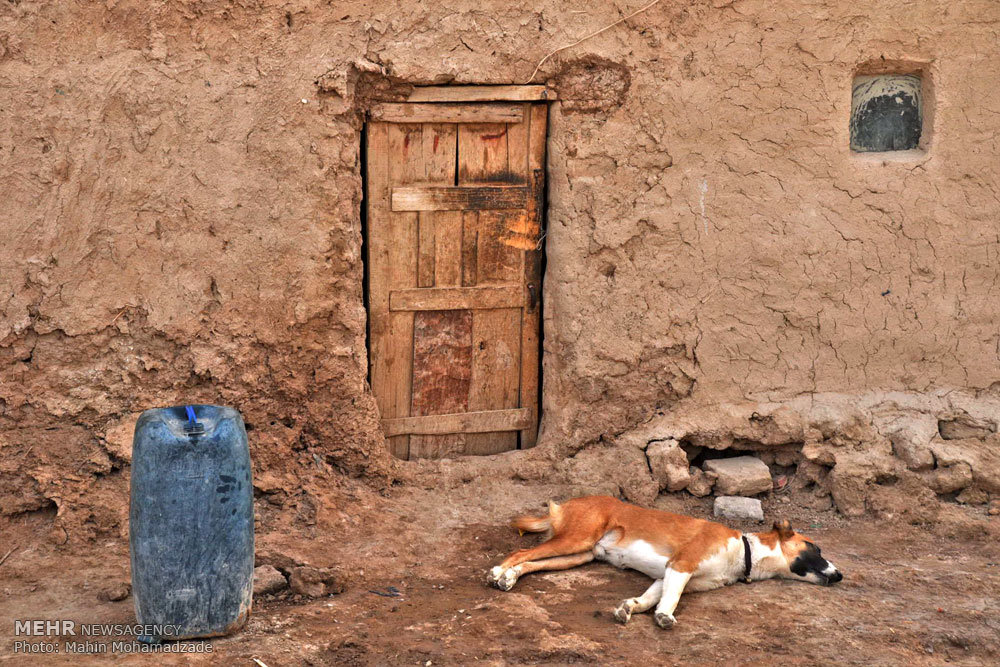
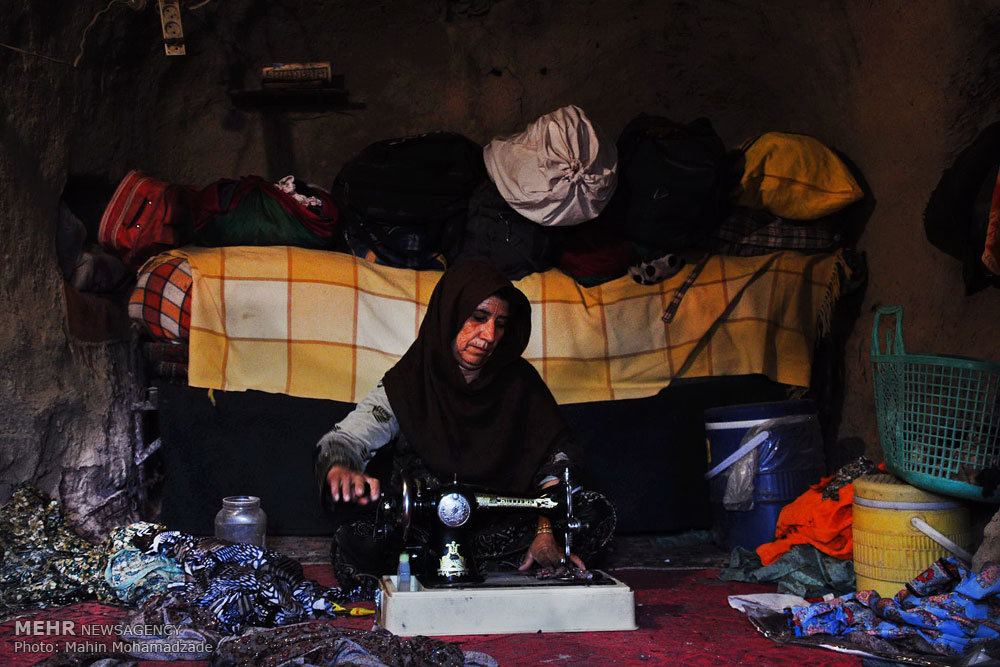
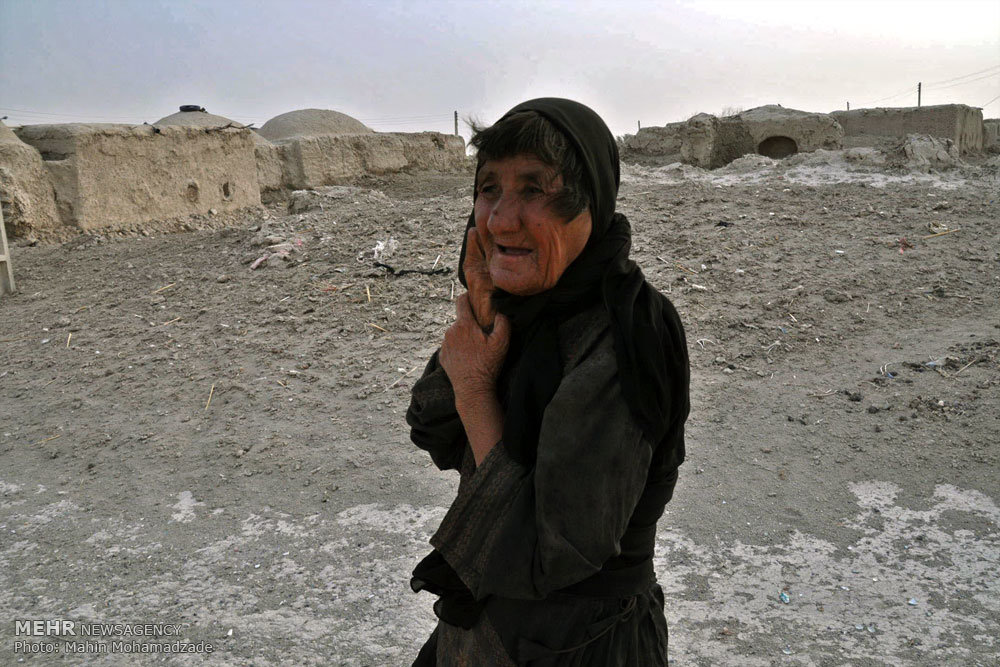
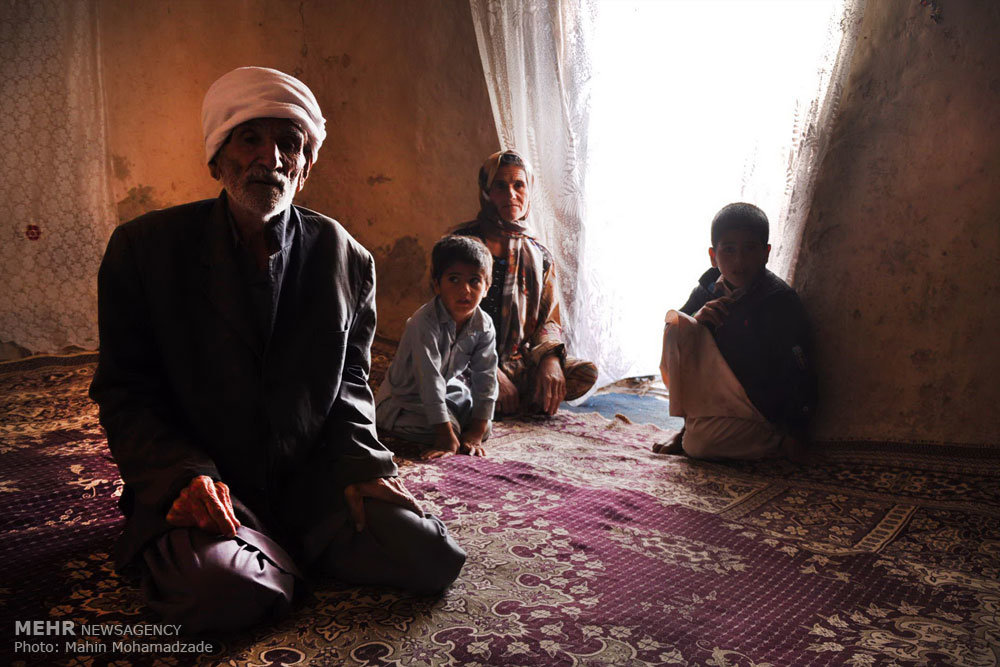
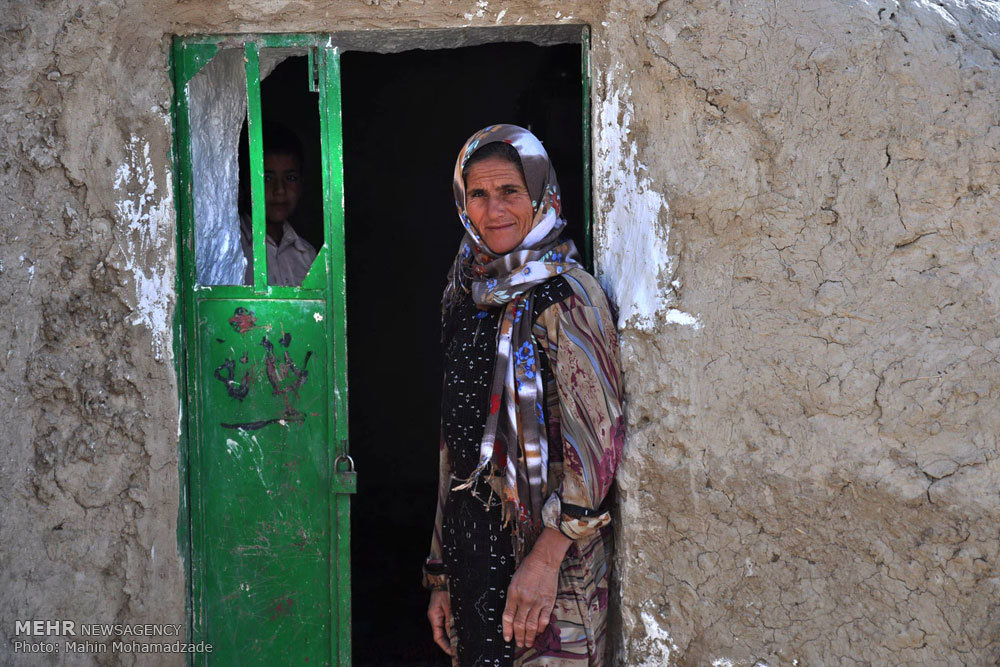
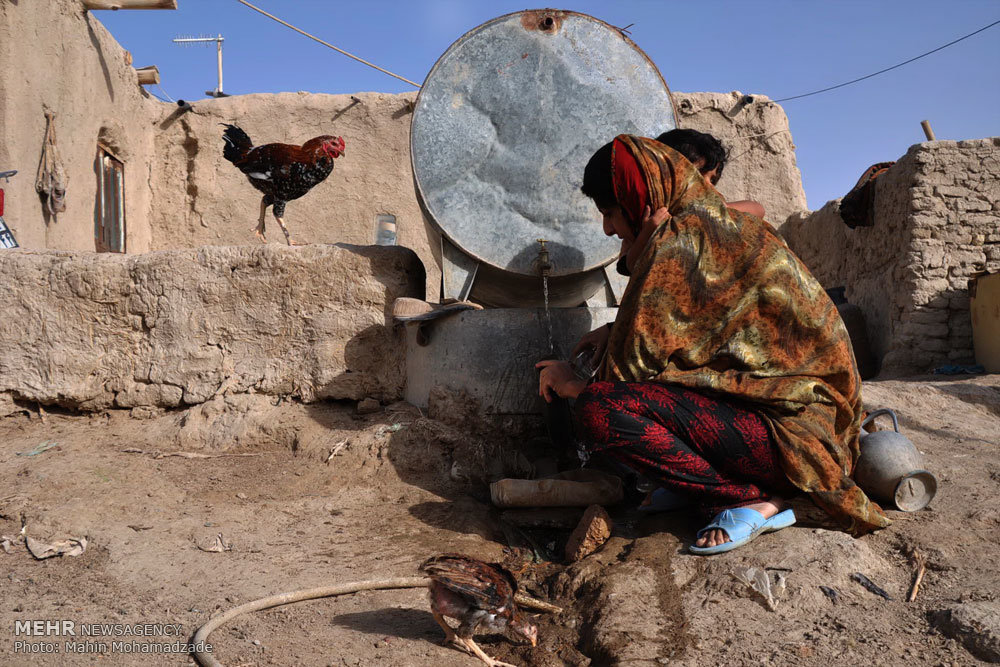
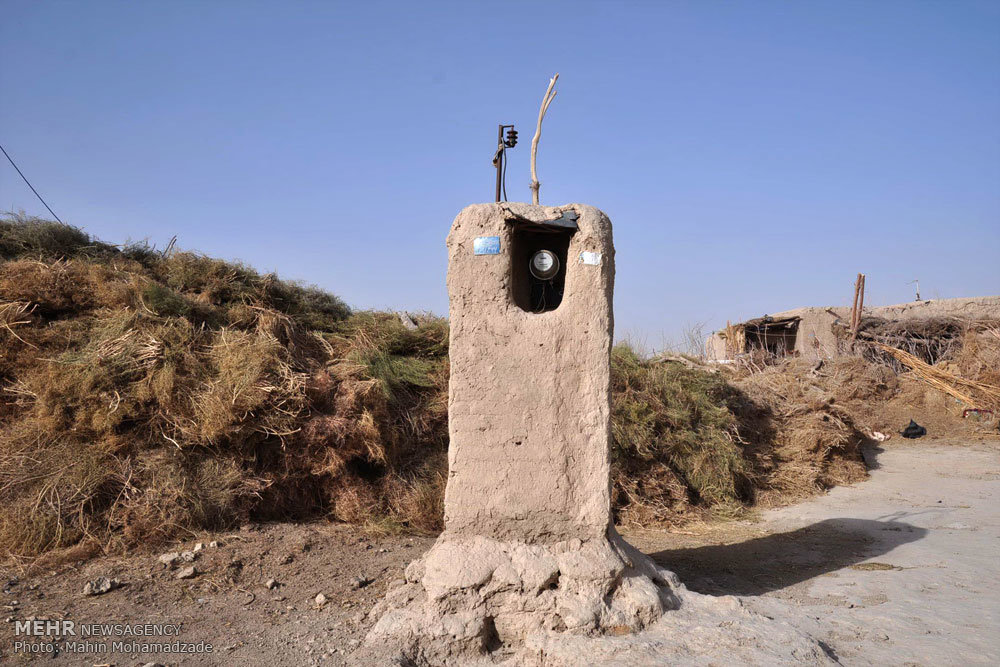
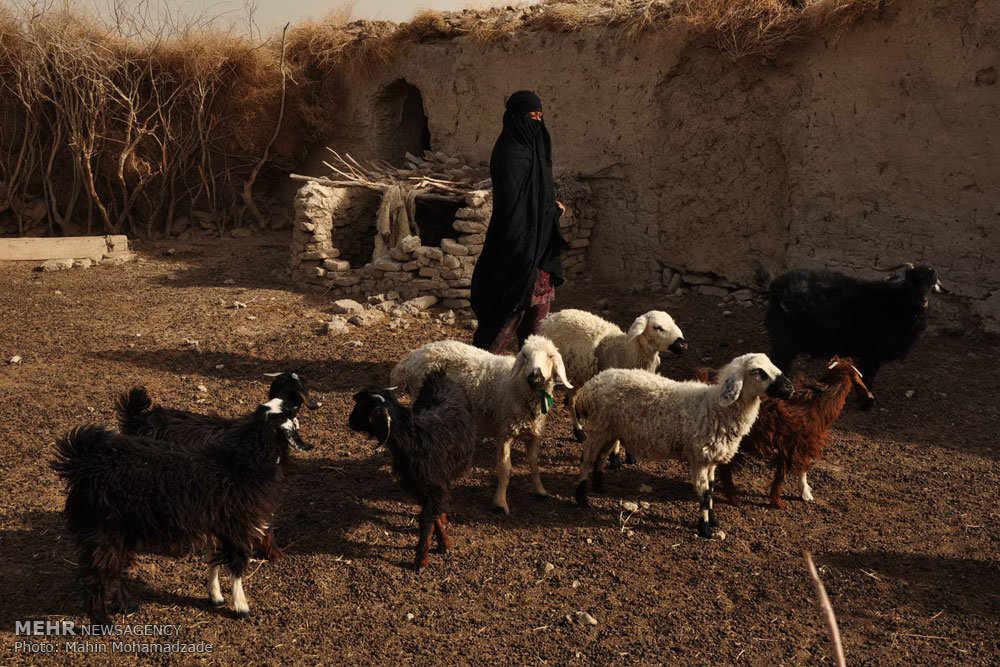
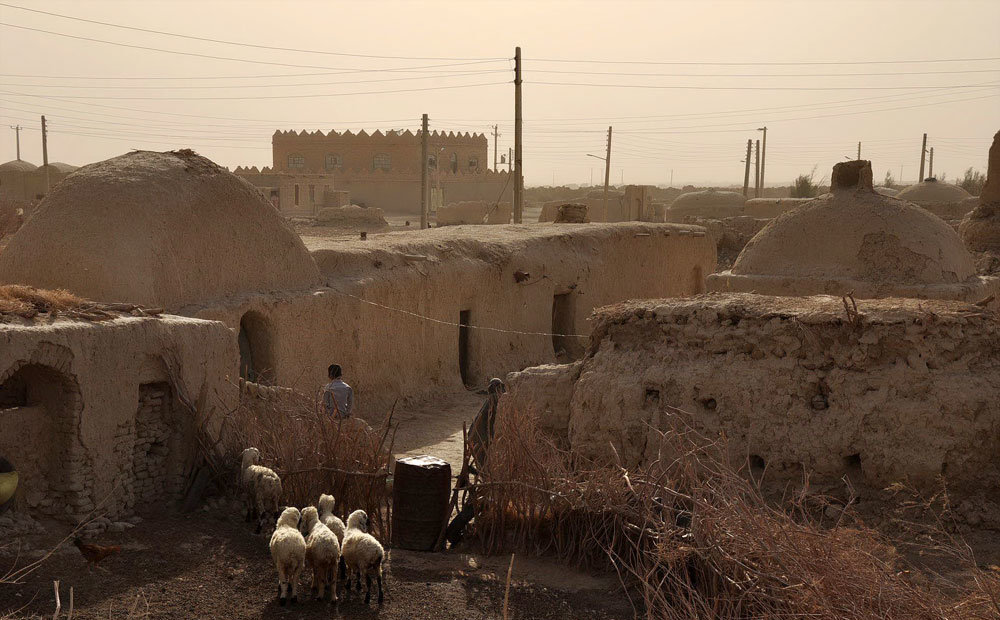
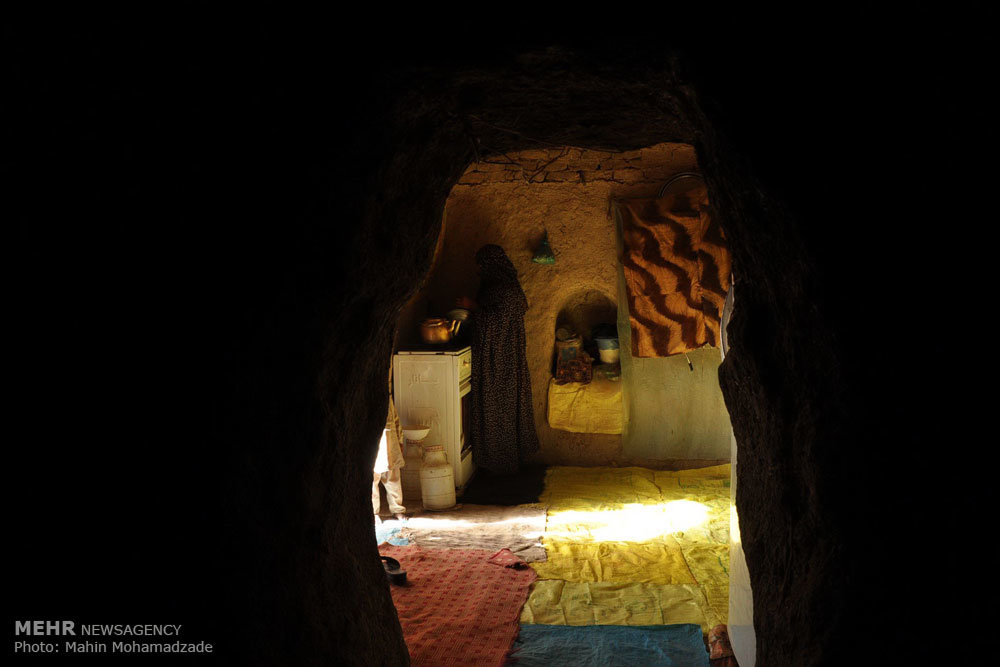
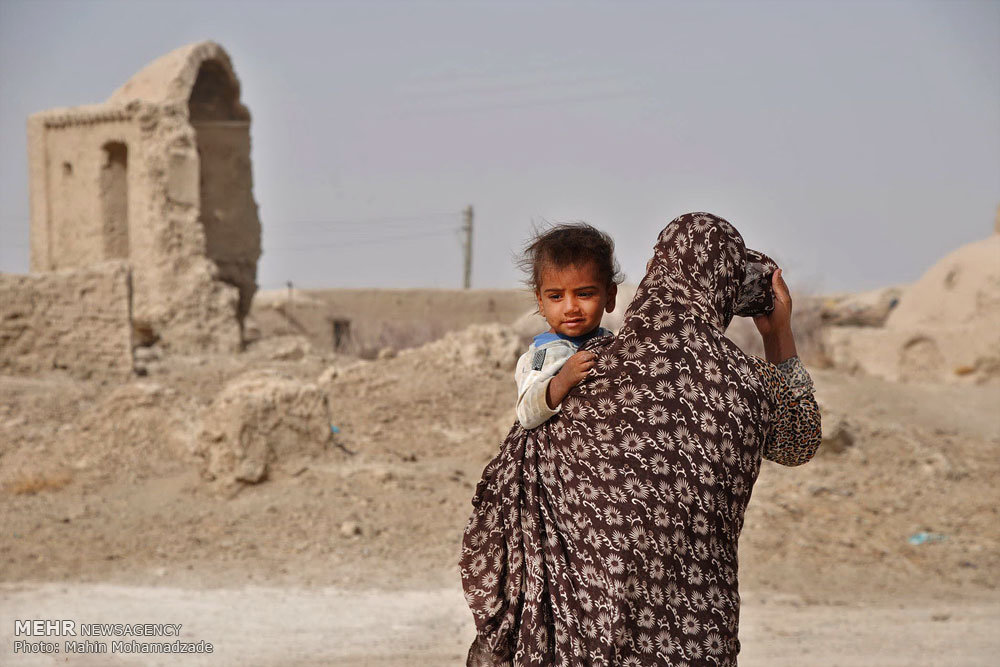
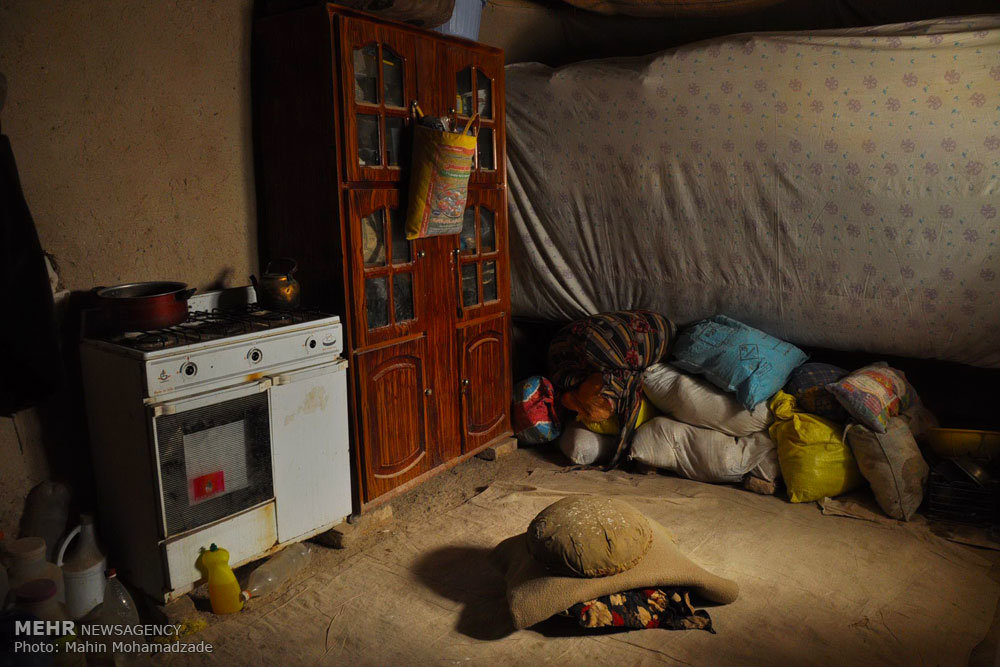
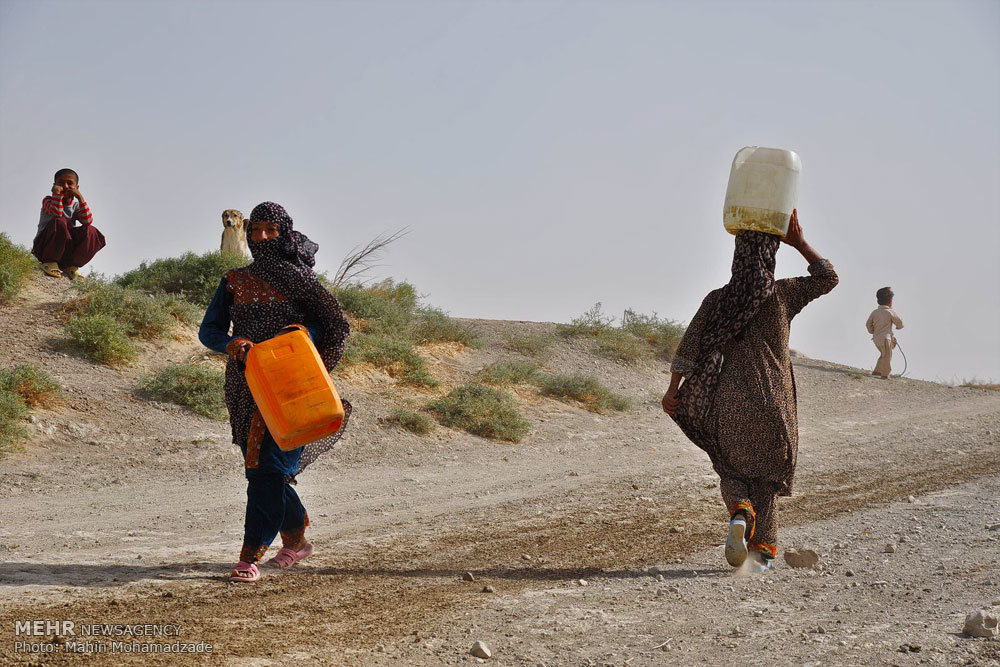
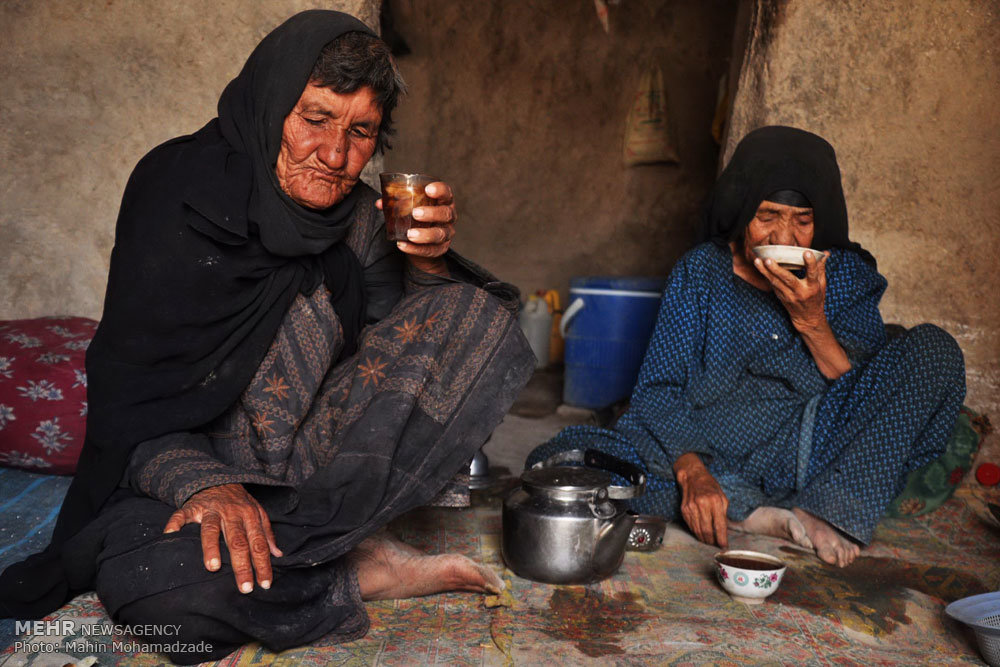
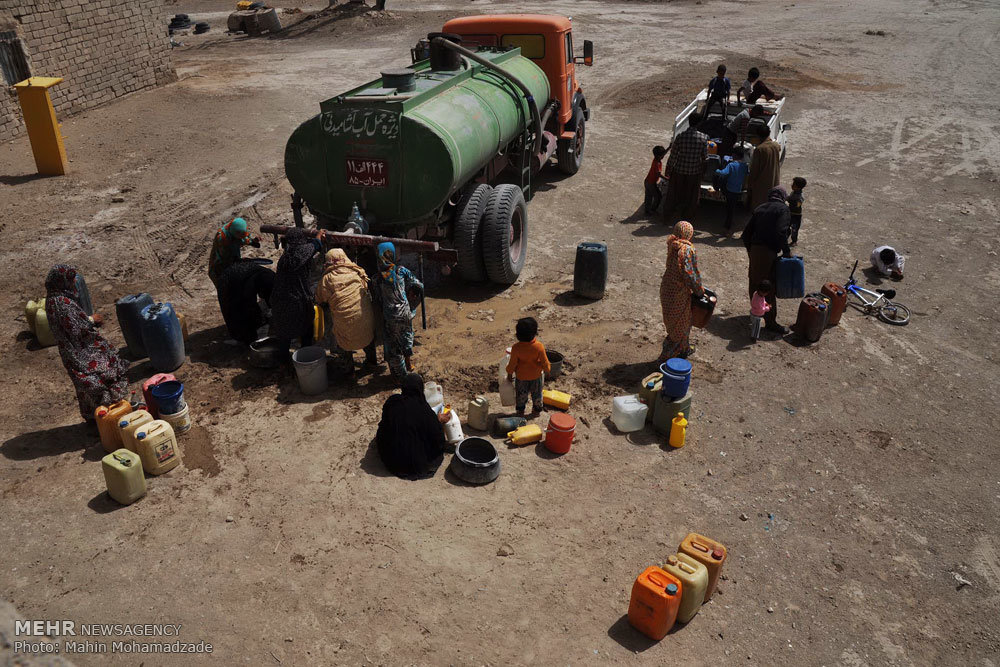
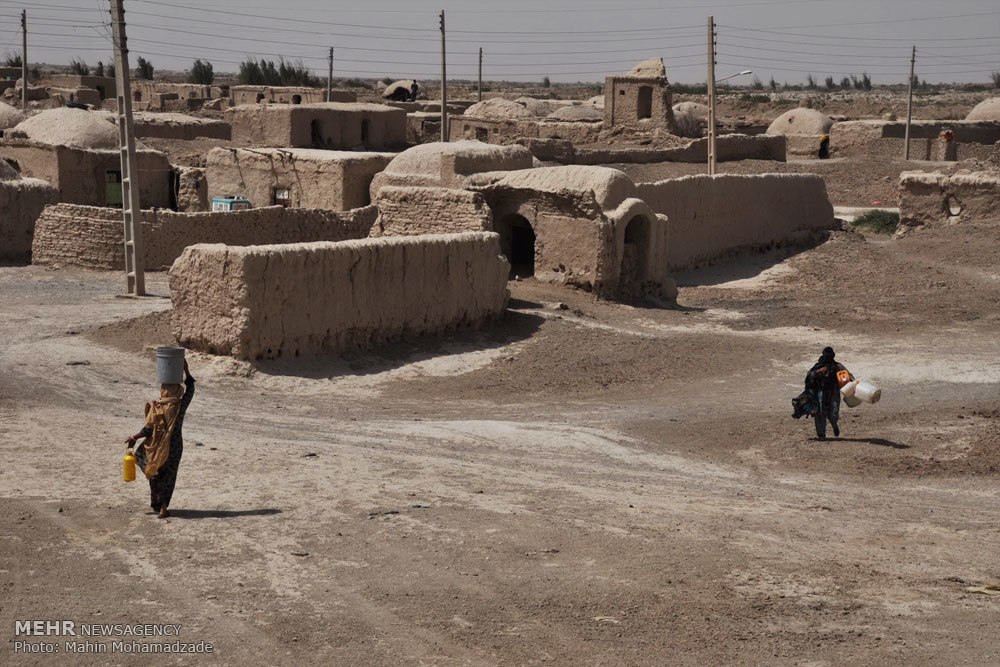